# كونيل هيو أودونيل ألكسندر
كونيل هيو أودونيل ألكسندر (19 أبريل 1909 – 15 فبراير 1974)، والمعروف باسم هيو ألكسندر، كان محللًا للشفرات ولاعبًا وكاتب شطرنج بريطانيًا من أصل أيرلندي. عمل على جهاز إنجما الألماني في بلتشلي بارك أثناء الحرب العالمية الثانية، وأصبح فيما بعد رئيس قسم تحليل الشفرات في المقر الرئيس للاتصالات الحكومية لمدة 25 عامًا. كان بطل الشطرنج البريطاني مرتين وحصل على لقب الأستاذ الدولي.

## النشأة
وُلِد هيو ألكسندر في عائلة إنجليزية أيرلندية في 19 أبريل 1909 في كورك بأيرلندا، وهو الطفل الأكبر لكونيل ويليام لونج ألكسندر، أستاذ الهندسة في جامعة كوليدج كورك، وهيلدا باربرا بينيت. توفي والده في عام 1920 (أثناء حرب الاستقلال الأيرلندية)، وانتقلت العائلة إلى برمنجهام، إنجلترا ، حيث التحق بمدرسة الملك إدوارد. حصل ألكسندر على منحة دراسية لدراسة الرياضيات في كلية كينجز، كامبريدج، في عام 1928، وتخرج بدرجة الأول في عام 1931. مثَّل كامبريدج في لعبة الشطرنج.
منذ عام 1932، درَّس ألكسندر الرياضيات في كلية وينشستر، وتزوج إينيد كونستانس كريشتون نيت (1900-1982) في 22 ديسمبر 1934. وكان ابنهما الأكبر هو السير مايكل أودونيل بيارن ألكسندر (1936-2002)، وهو دبلوماسي. كان الابن الآخر للآل ألكسندر هو باتريك ماكجيليكودي ألكسندر (20 مارس 1940 - 21 سبتمبر 2005)، وهو شاعر استقر في أستراليا عام 1960. في عام 1938، ترك هيو ألكسندر التدريس وأصبح رئيسًا للأبحاث في شراكة جون لويس.
بدأت الحرب العالمية الثانية بينما كان ألكسندر يتنافس في أولمبياد الشطرنج الثامن في بوينس آيرس، الأرجنتين، مما دفعه وبقية الفريق الإنجليزي إلى التخلي عن المنافسة والعودة إلى المملكة المتحدة.

## حديقة بلتشلي والمقر الرئيس للاتصالات الحكومية
في فبراير 1940، وصل ألكسندر إلى حديقة بلتشلي، مركز فك التعمية البريطاني خلال الحرب العالمية الثانية. انضم إلى الكوخ 6 ، القسم المكلف بكسر رسائل إنجما للجيش الألماني والقوات الجوية. في عام 1941، انتقل ألكسندر إلى الكوخ 8، الكوخ المقابل الذي يعمل على آلة إنجما البحرية.
أصبح نائب رئيس الكوخ 8 تحت قيادة آلان تورينج. كان ألكسندر أكثر مشاركة في العمليات اليومية للكوخ من تورينج، وبينما كان تورينج يزور الولايات المتحدة، أصبح ألكسندر رسميًّا رئيسًا للكوخ 8 - تقريبًا في نوفمبر 1942. ومن بين الزملاء الكبار الآخرين ستيوارت ميلنر باري، وجوردون ويلشمان ، وهاري جولومبيك. في أكتوبر 1944، نُقل ألكسندر للعمل على نسق التعمية الياباني JN-25.
في منتصف عام 1946، انضم ألكسندر إلى المقر الرئيس للاتصالات الحكومية (تحت سيطرة وزارة الخارجية)، والتي كانت المنظمة التي خلفت بعد الحرب مدرسة الحكومة للتشفير والرموز (GC&CS) في بلتشلي بارك. وبحلول عام 1949، رُقي إلى رئيس "القسم إتش" (استخراج المعمى)، وهو المنصب الذي احتفظ به حتى تقاعده في عام 1971. عُين ضابطًا في وسام الإمبراطورية البريطانية في حفل تكريم رأس السنة الجديدة عام 1946، وقائدًا في وسام الإمبراطورية البريطانية في حفل تكريم رأس السنة الجديدة عام 1955 ورفيقًا في وسام القديس ميخائيل والقديس جورج في حفل تكريم رأس السنة الجديدة عام 1970.
كتب بيتر رايت من جهاز الاستخبارات البريطاني إم آي 5، في كتابه الأكثر مبيعًا عام 1987 بعنوان «صائد الجواسيس: السيرة الذاتية الصريحة لضابط استخبارات كبير»، عن المساعدة التي قدمها ألكسندر لجهاز الاستخبارات البريطاني إم آي 5 في مشروع فينونا الجاري، فضلًا عن التعاون المتبادل المهم الآخر بين المنظمتين، والذي حطم الحواجز السابقة أمام التقدم. "أخبر ألكسندر رايت قائلًا: "أي مساعدة في هذا القسم ستكون موضع ترحيب"، وقد ثبتت صحة هذه القضية منذ ذلك الحين. أشاد رايت أيضًا باحترافية ألكسندر، ورأى أن المتطلبات العقلية الاستثنائية لمهنته في تحليل المعمى وهوايته في الشطرنج ربما ساهمت في وفاة ألكسندر المبكرة في سن 64 عامًا، على الرغم من أسلوب حياته الصحي.

## مسيرته في الشطرنج
مثّل ألكسندر جامعة كامبريدچ في مباريات الشطرنج الجامعية في الأعوام 1929، 1930، 1931 و1932 (درس في كلية الملك في كامبريدچ). كان فائزًا ببطولة الشطرنج البريطانية مرتين، في عامي 1938 و1956. مثل ألكسندر إنجلترا في أولمبياد الشطرنج ست مرات، في الأعوام 1933، 1935، 1937، 1939، 1954 و1958. في أولمبياد 1939 في بوينس آيرس، الأرجنتين، اضطر ألكسندر إلى المغادرة في منتصف الحدث، مع بقية الفريق الإنجليزي، بسبب إعلان الحرب العالمية الثانية، حيث استدعي لأداء واجبات فك الشفرات. وكان أيضًا قائدًا غير لاعب لمنتخب إنجلترا من عام 1964 إلى عام 1970. حصل ألكسندر على لقب الأستاذ الدولي في عام 1950 ولقب الأستاذ الدولي في الشطرنج بالمراسلة في عام 1970. فاز في هاستينجز 1946/47 بنتيجة 7½/9، متقدمًا بنقطة واحدة على سافيلي تارتاكوير. ربما كانت أفضل نتيجة حققها ألكسندر في بطولة واحدة هي التعادل مع ديفيد برونشتاين في بطولة هاستينجز 1953/54، حيث لم يهزم وتغلب على الأساتذة السوفيت ديفيد برونشتاين وألكسندر تولوش في الألعاب الفردية. كانت فرص ألكسندر للظهور في الخارج محدودة لأنه لم يُسمح له بلعب الشطرنج في الكتلة السوفيتية بسبب عمله السري في التشفير. وكان أيضًا كاتبًا للشطرنج في صحيفة صنداي تايمز في الستينيات والسبعينيات.
يعتقد العديد من خبراء الشطرنج أن ألكسندر كان لديه القدرة لنيل لقب أستاذ كبير، لو كان قادرًا على تطوير قدراته في الشطرنج تطويرًا أكبر. يصل العديد من اللاعبين المتميزين إلى ذروة مشوارهم في أواخر العشرينات وأوائل الثلاثينيات من عمرهم، ولكن بالنسبة لألكسندر، تزامنت هذه الفترة مع الحرب العالمية الثانية، عندما لم تكن الفرص التنافسية رفيعة المستوى متاحة. بعد ذلك، أصبحت مسؤولياته المهنية كمحلل تشفير كبير محدودة بسبب ظهوره الرفيع المستوى. هزم ميخائيل بوتفينيك في إحدى مباريات الإذاعة الجماعية ضد الاتحاد السوفيتي في عام 1946، في وقت كان بوتفينيك فيه على الأرجح اللاعب الأول في العالم. قدم ألكسندر مساهمات نظرية مهمة في الدفاع الهولندي ودفاع بتروف.

## في الثقافة الشعبية
جسَّد الممثل ماثيو جود شخصية ألكسندر في فيلم لعبة التزييف لعام 2014، والذي يصور محاولات البريطانيين لكسر آلة إنجما في حديقة بلتشلي.

## روابط خارجية
- كونيل هيو أودونيل ألكسندر في ChessGames.com
- وثائق كتبها كونيل هيو أودونيل ألكسندر أثناء عمله كمحلل شفرات في بلتشلي بارك.